# Тон Андрій Андрійович
Тон Андрі́й Андрі́йович (* 19 січня 1800, Москва, Російська імперія — † 1858, Харків, Російська імперія) — російський та український архітектор і викладач університету, який жив і працював у Харкові. 

## Життєпис
Народився в сім'ї Андрія Тона, обрусілого німецького майстра золотих справ із Петербургу .
Був братом Костянтина Тона — придворного архітектора російського царя Миколи І, який відомий своїми архітектурними роботами у Петербурзі та Москві. Ще один брат — Олександр — також був архітектором.
У 1821 році закінчив Петербурзьку Академію мистецтв.
Викладав архітектуру в Харківському університеті, працював на посаді архітектора в Харківському інституті шляхетних дівчат. З 1829 — ад'юнкт. З 1837 р. - виконуючий обов’язки екстраординарного професора, з 1839 р. - професор університету. З 1842 року — академік архітектури.
Міський архітектор Харкова з 1837 до 1845 року. Брав участь у розробці генерального плану Харкова у 1837 році, був членом міської будівельної комісії.
Після смерті архітектора Євгена Васильєва закінчував дзвіницю-пам'ятник Успенського собору на честь перемоги над Наполеоном І. За його проектами в Харкові споруджено будинок драматичного театру (тепер театр ім. Т. Шевченка).

## Реалізовані проекти
У Харкові:
- Будинок Павлових на вул. Катеринославській (нині Полтавський шлях № 13, 1832 р;)
- Духовна семінарія на вул. Семінарській, 46 (1836—1851 рр..);
- Театр, вул. Сумська, 9 (1841 р.);
- Храм Усікновення глави Іоана Предтечі на вул. Єпархіальній (вул. Алчевських, № 50, у 1875 році храм перебудований А. І. Под'яковим);
- Троїцька церква на Подолі (Троїцький пров., № 3, 1857—1859 рр..);
- Корпуса лікарні на вул. Академіка Павлова № 46 (у співавторстві з С. Чернишовим і А. Денисенко);
- Манеж університету на Лопанській набережній (не зберігся);
- Будинки Мясоєдова на Рибній вул. № 24-26 (нині вул. Кооперативна, 40-і рр.. XIX ст.);
- Будинок на вул. Катеринославській, № 15;
- Будинок на вул. Московській (проспект Героїв Харкова, № 36, середина XIX ст.);
- Будинок на вул. Московській № 44 (1838 р.), медальйони роботи архітектора М. І. Дашкевича (1910-і рр.);
- Будинок на вул. Миколаївській № 16;
- Перебудова особняку Є. Васильєва на розі вул. Гоголя № 2 і Провіантського пров. (нині пров. Мар'яненка, 40-і рр.. XIX ст.);
- Перебудова будинку Альховських на Благовіщенській вулиці, № 26 (1830-ті роки);
- Перебудова будинку Інституту шляхетних дівчат на вул. Сумській (будинок не зберігся).

У Полтаві:
- мурований футляр Спаської церкви у вигляді однобанної церкви (1845 р.)[2].

## Галерея

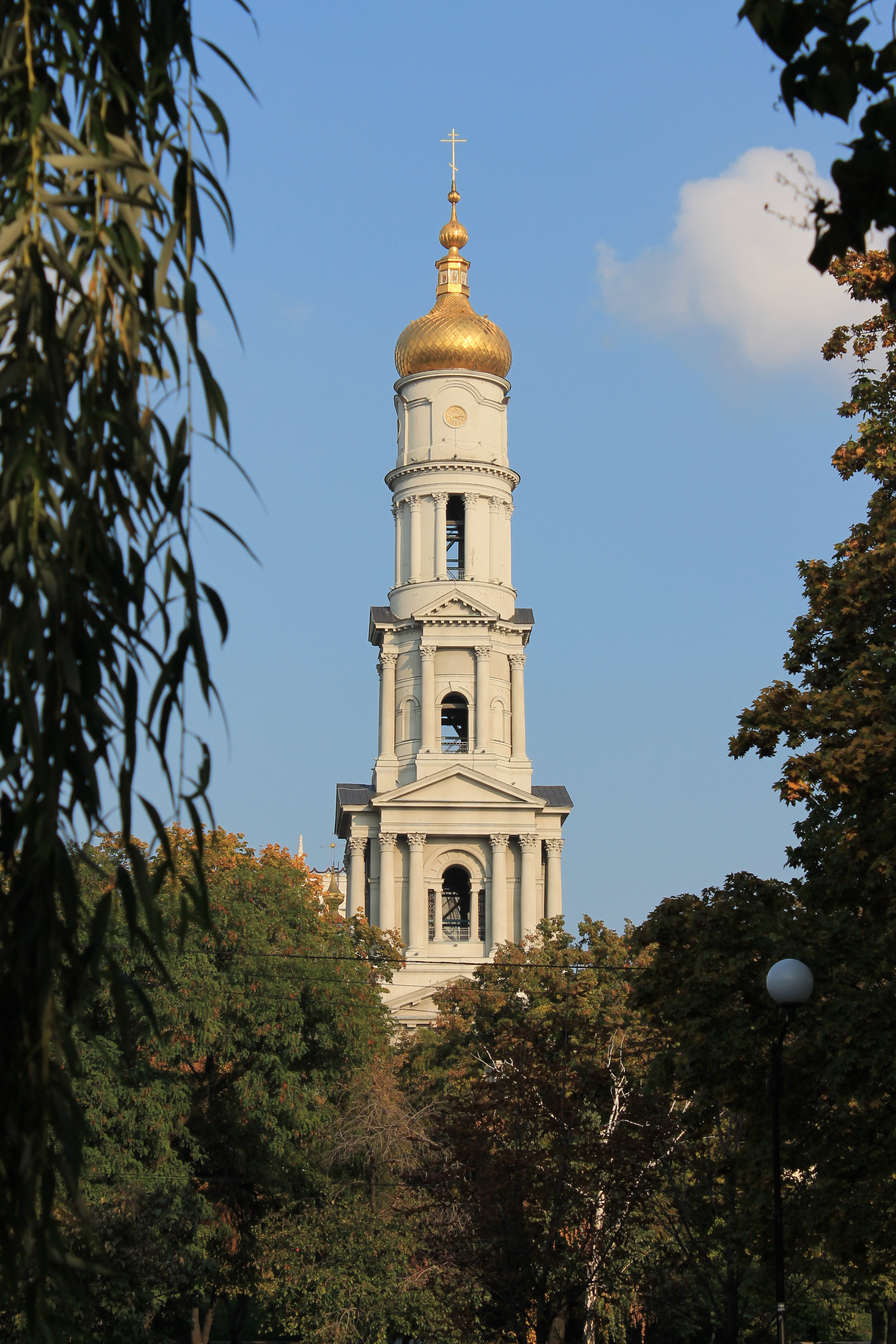
Олександрівська дзвіниця Успенського собору (заверш. будівн. проект Є. Васильєва)
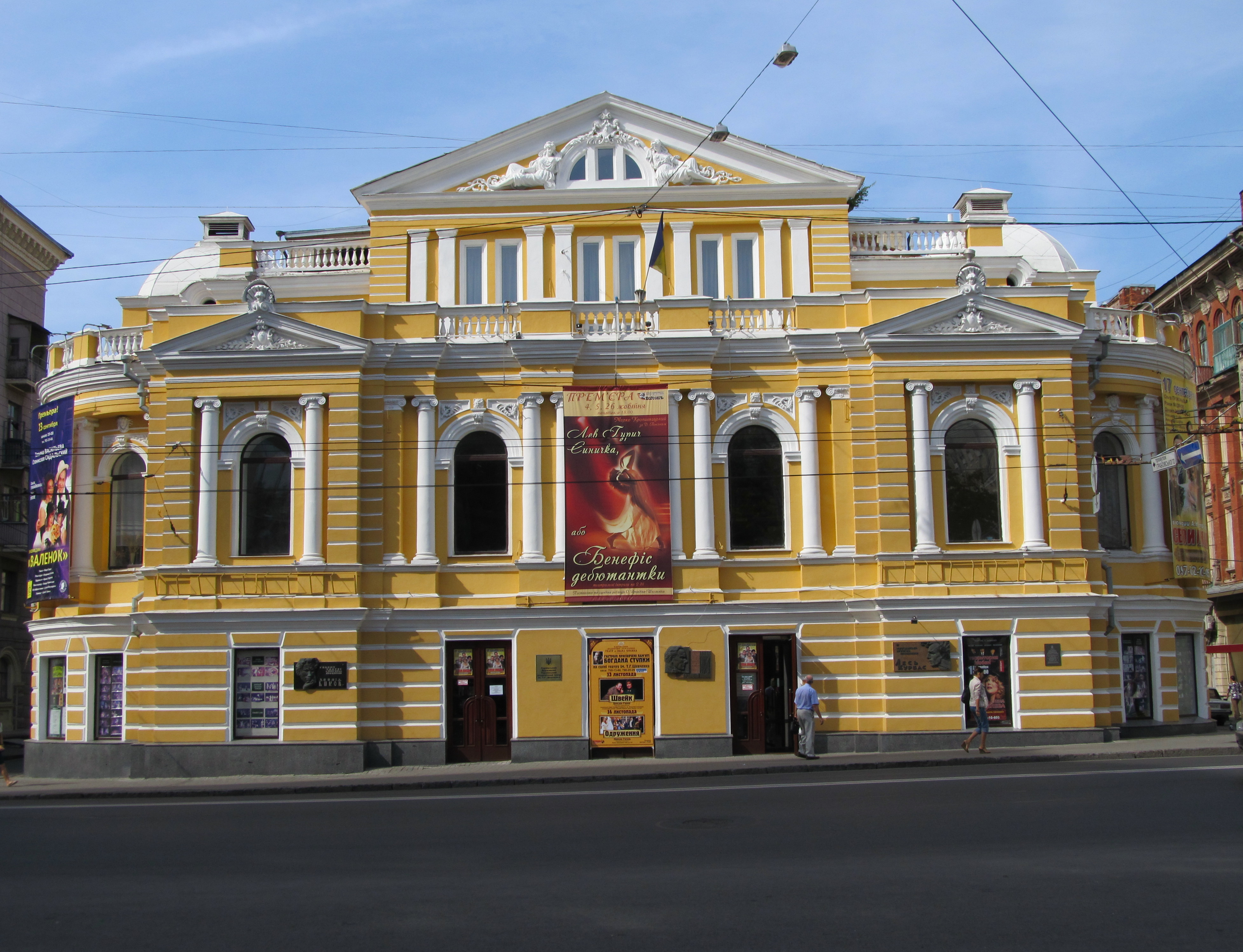
Драматичний театр, вул. Сумська, 9 (1841, реконструйований Б. Г. Михаловським у 1883 році)
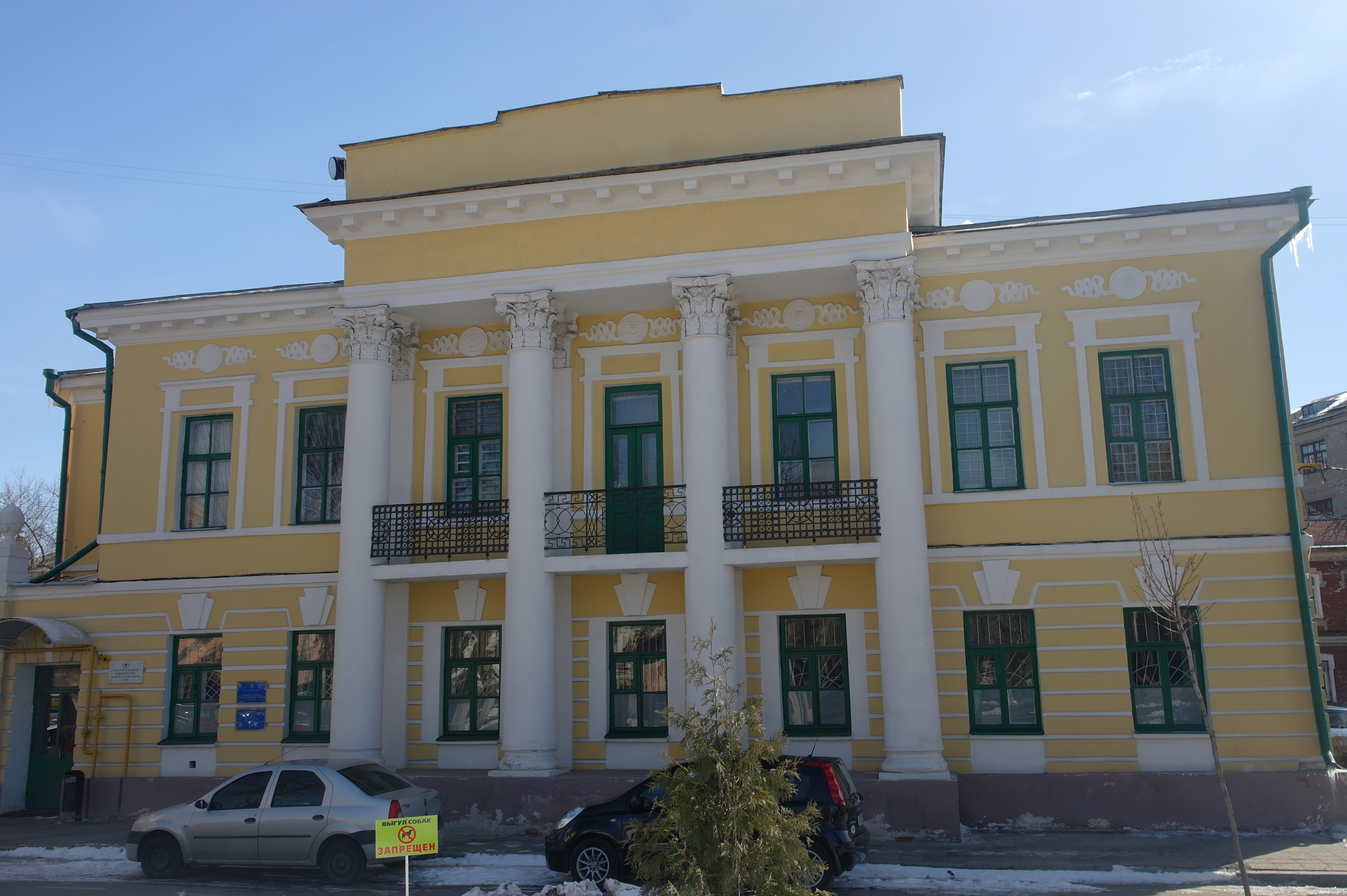
Будинок Павлових (1832), Харків (зруйновано у 2022[3])
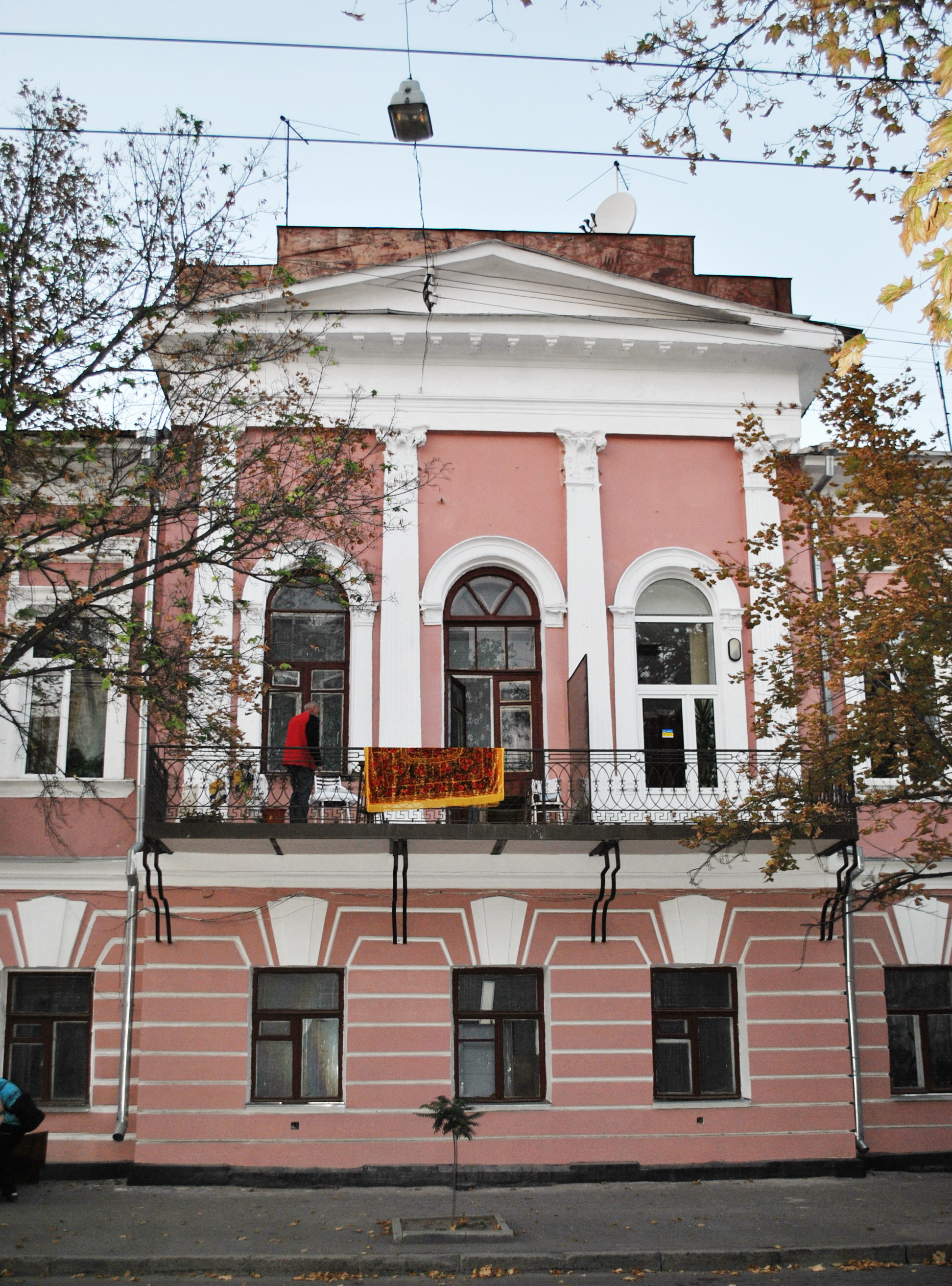
Будинок Альховських на Благовіщенській вулиці (1830-ті роки)
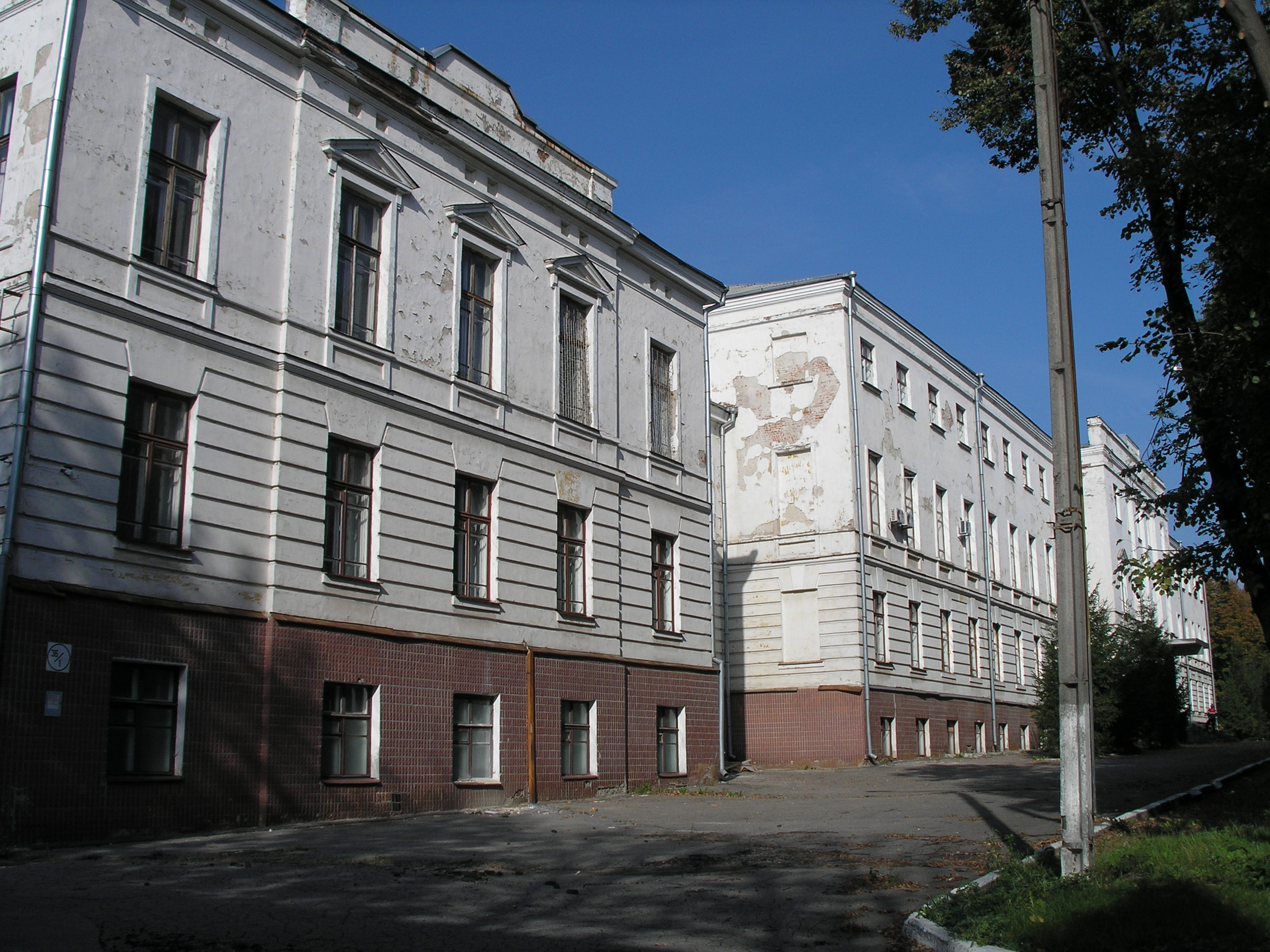
Духовна семінарія (1836—1851)
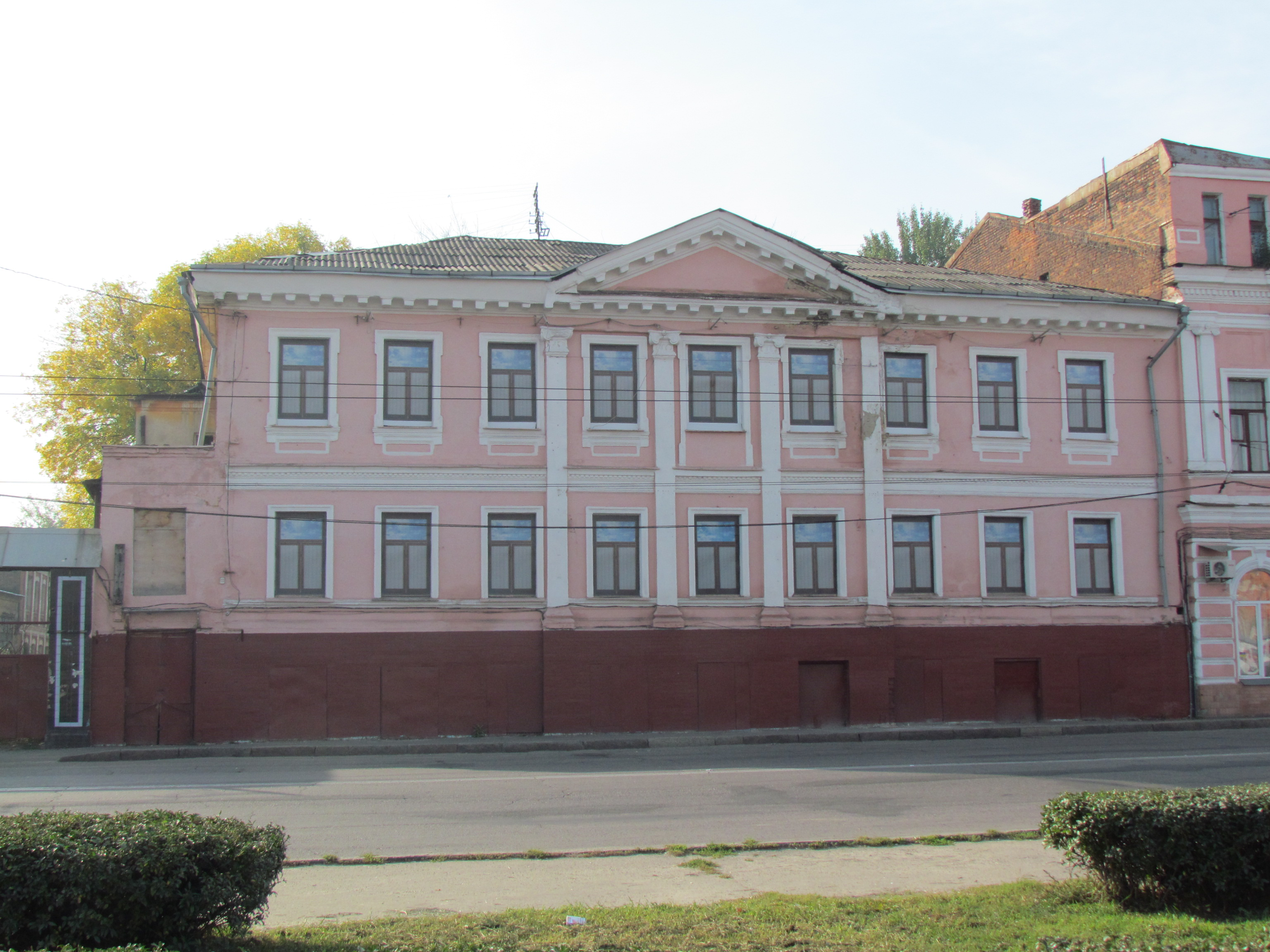
Будинок Мясоєдова, 1840-і роки
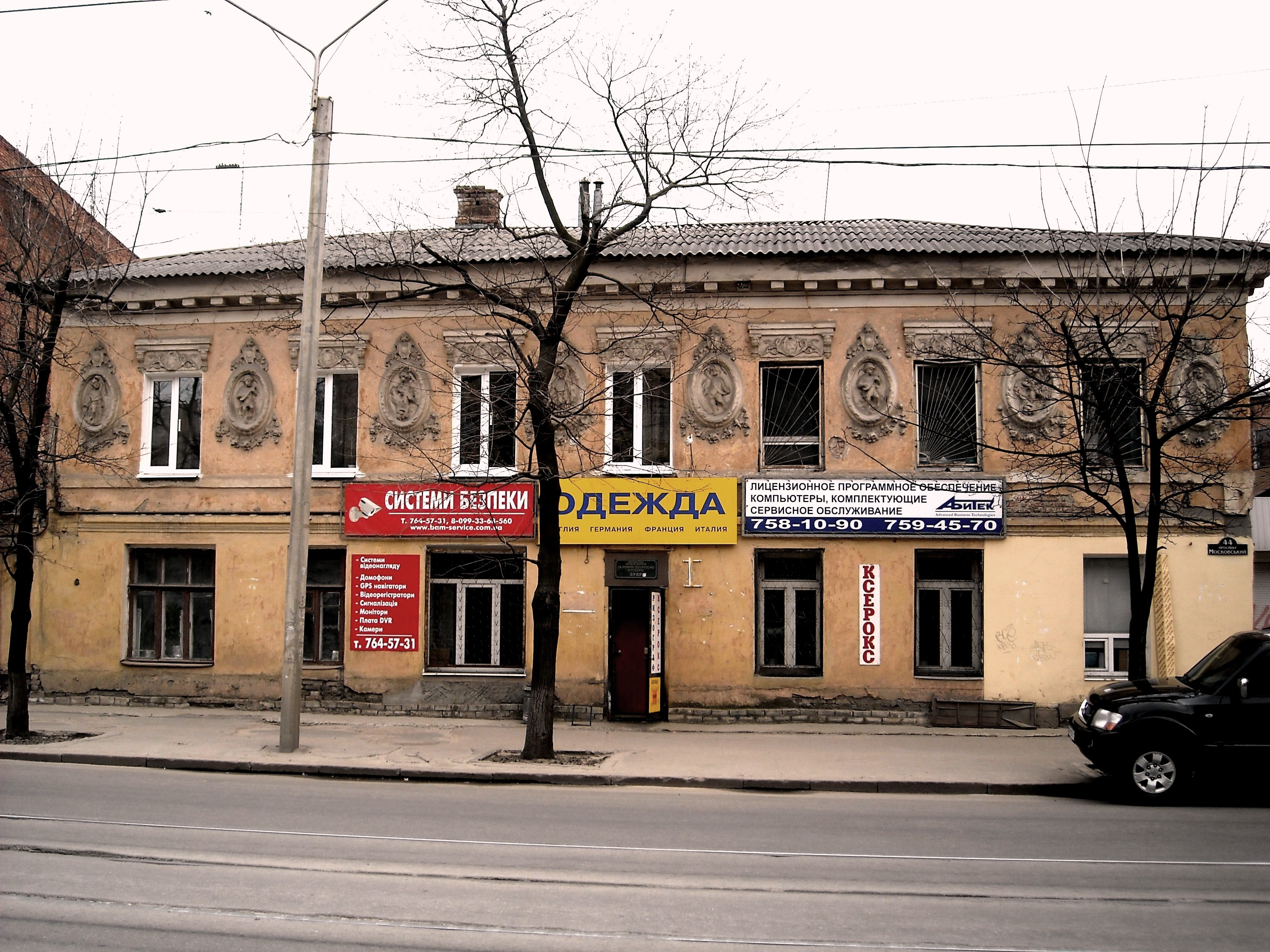
Будинок на вул. Московській (нині проспект Героїв Харкова), № 44 (1838 р.)
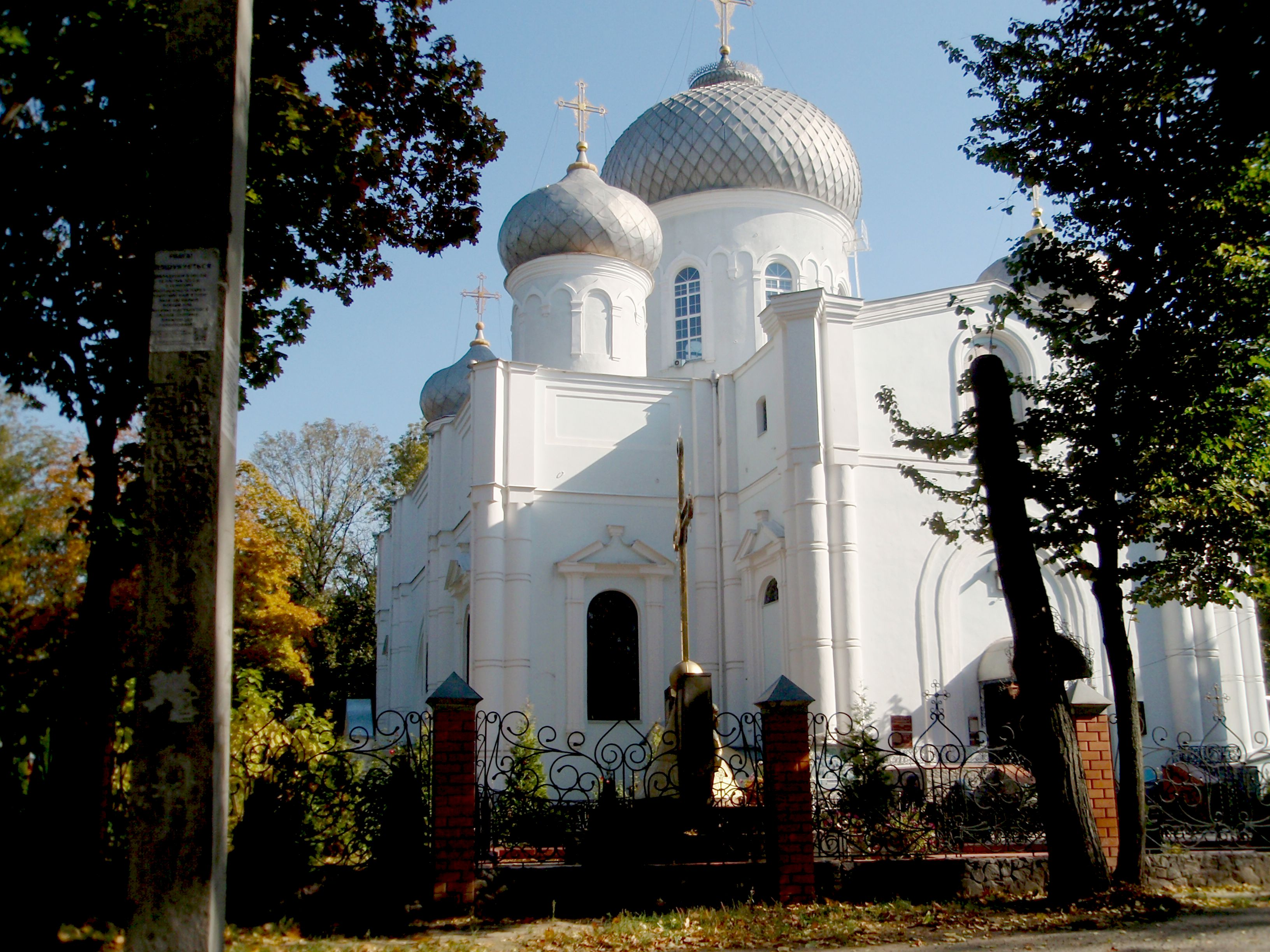
Храм Усікновення глави Іоана Предтечи
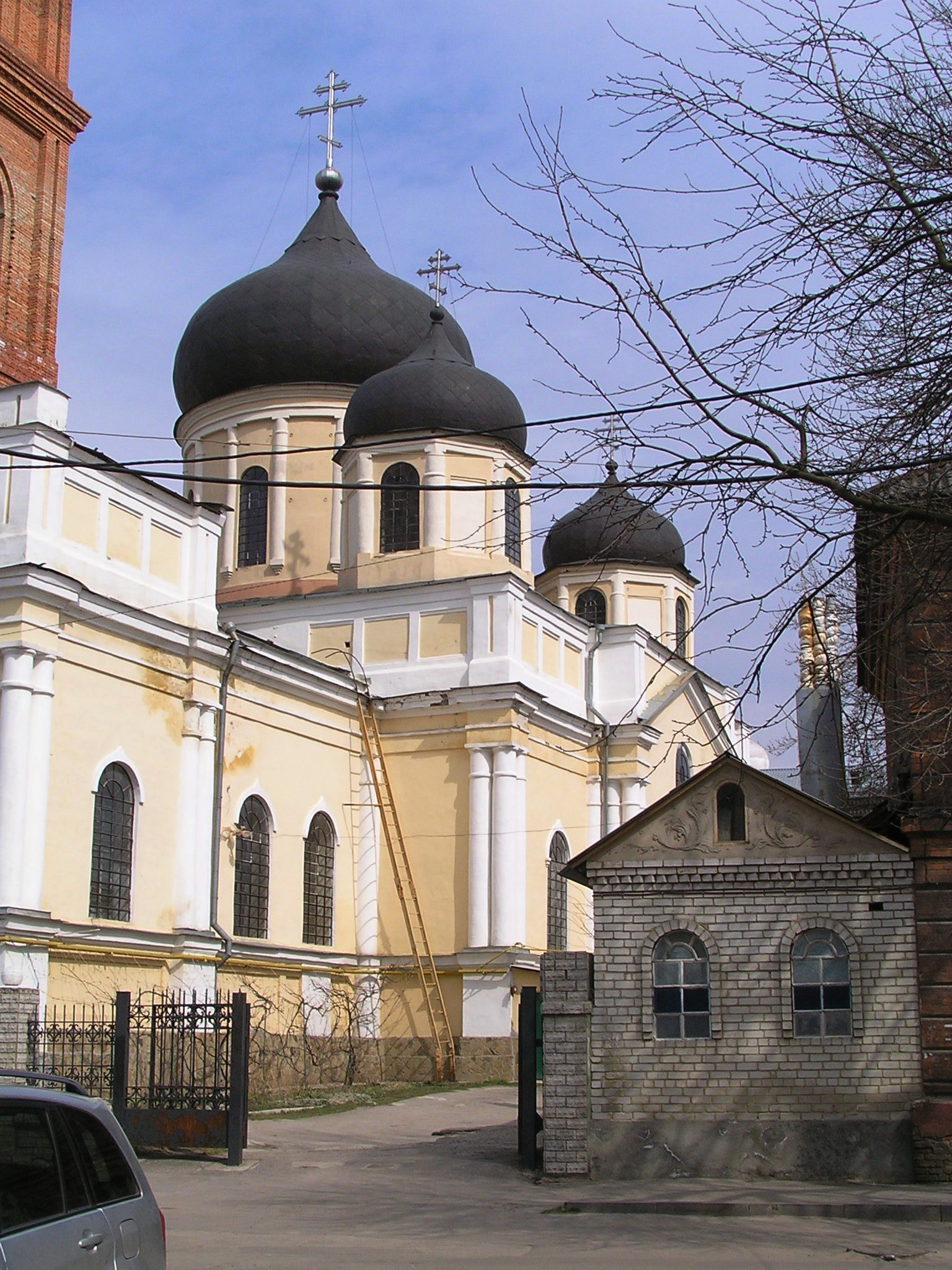
Троїцька церква (1857—62 рр.)
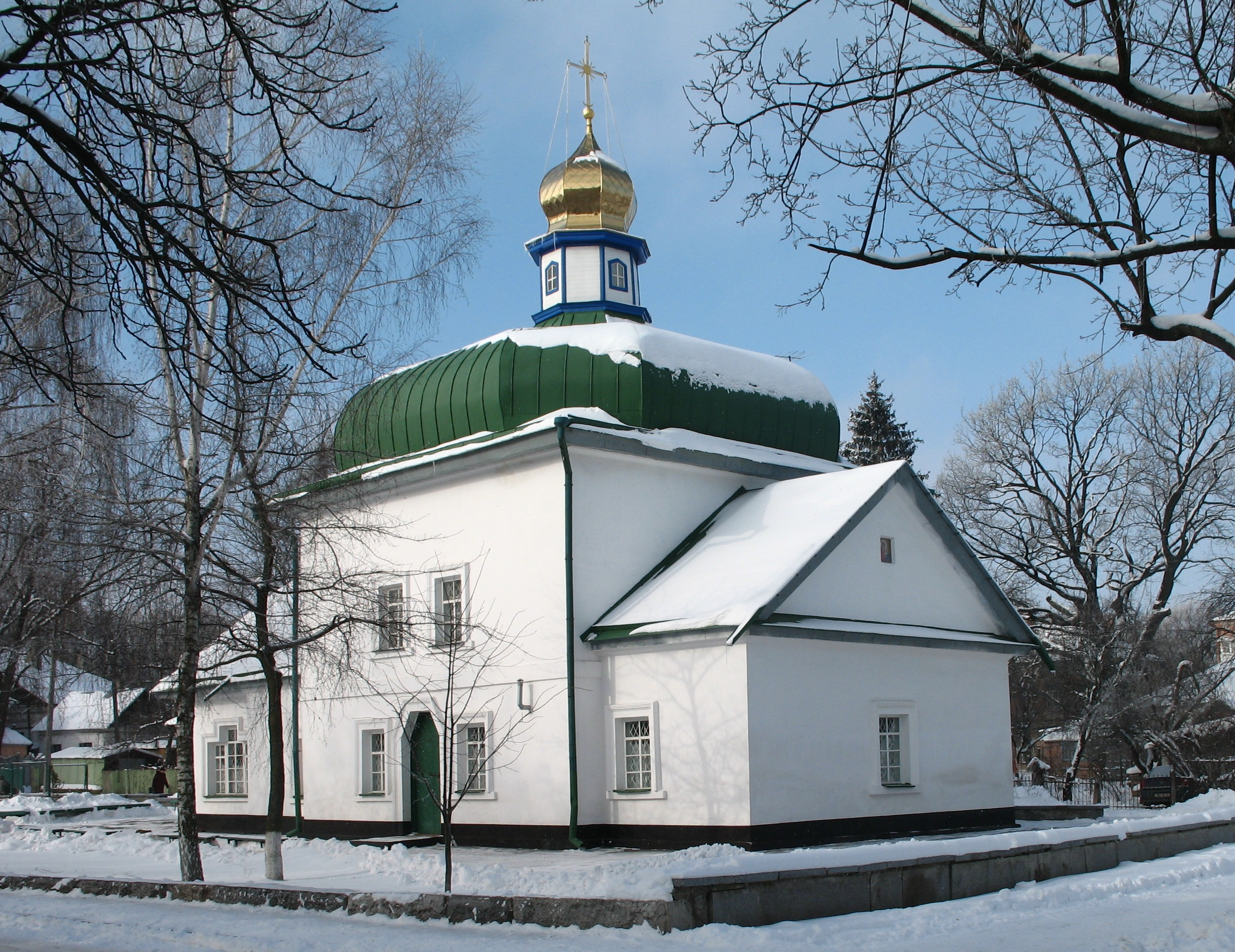
Спаська церква, Полтава (1845 р.)